# إشتفان بيليك
إشتفان بيليك István Bilek (ولد في 11 أغسطس 1932 – ومات في 20 مارس 2010) لاعب شطرنج مجري يحمل لقب أستاذ كبير.
- فاز ببطولة المجر للشطرنج ثلاث مرات أعوام 1963، 1956 و1970.
- فاز بدورة بالاتونفوريد عام 1960، ودورة سالغوتاريان عام 1967، ودورة ديبريسين عام 1970.
- لعب في الفريق المجري في تسعة أولمبيادات الشطرنج من عام 1958 إلى 1974، وفاز بثلاث ميداليات فردية.
- حصل على لقب أستاذ دولي عام 1958.
- حصل على لقب أستاذ كبير عام 1962.

## روابط خارجية
- إشتفان بيليك على موقع مباريات الشطرنج (الإنجليزية)
- إشتفان بيليك على موقع 365Chess.com (الإنجليزية)
- إشتفان بيليك على موقع Chesstempo.com (الإنجليزية)
- إشتفان بيليك سجل أولمبياد الشطرنج على موقع OlimpBase.org (الإنجليزية)